# Calochortus luteus
Calochortus luteus là một loài thực vật có hoa trong họ Liliaceae. Loài này được Douglas ex Lindl. miêu tả khoa học đầu tiên năm 1833.